# エルミート (クレーター)
エルミート (Hermite) は、月にある巨大なクレーターであり、月の北極点のごく近くに位置する。ネイピア数 e が超越数であることを証明し、楕円関数を5次方程式に応用したフランスの数学者シャルル・エルミートにちなんで名づけられた。エルミートが最初に発見された年は1964年である。エルミートの北にはピアリーが、西にはロジェストヴェンスキーが存在する。エルミートの南にはラブレースとシルベスターが存在する。
永久影を持つ永久影クレーターである。2009年時点で、太陽系で観測された場所の中で一番寒い−247 °C（−413 °F）を記録した。

## 付随クレーター
エルミートのごく近くにある小さな無名のクレーターについては、アルファベットを付加することによって識別される。
| 名称 | 月面緯度     | 月面経度     | 直径  |
| ---- | ------------ | ------------ | ----- |
| A    | 北緯 87.8 度 | 西経 47.1 度 | 20 km |